# Самоков (община)
Самоков (болг. Община Самоков) — община в Болгарии. Входит в состав Софийской области. Население составляет 40 432 человека (на 14.01.2008).

## Состав общины
В состав общины входят следующие населённые пункты:
1. Алино
2. Бели-Искыр
3. Белчин
4. Белчински-Бани
5. Говедарци
6. Горни-Окол
7. Гуцал
8. Доспей
9. Драгушиново
10. Злокучене
11. Клисура
12. Ковачевци
13. Лисец
14. Маджаре
15. Мала-Церква
16. Марица
17. Ново-Село
18. Поповяне
19. Продановци
20. Радуил
21. Раёво
22. Релёво
23. Самоков
24. Шипочане
25. Широки-Дол
26. Яребковица
27. Ярлово